# 앤드류 안
앤드류 안(Andrew Ahn, 1986년 3월 10일 ~ )은 한국계 미국인 영화 감독, 영화 각본가이다.

## 어린 시절
앤드류 안은 로스앤젤레스에서 태어나고 자랐으며, 한국계 이민자 자녀이다. 브라운 대학교에서 영문학 학사 학위를 받았으며, 캘리포니아 인스티튜트 오브 디 아츠(칼아츠)에서 영화 연출 석사 학위(MFA)를 취득했다.

## 경력
2011년, 안은 《앤디》라는 단편 영화를 각본, 연출, 편집, 제작하였으며, 이 작품으로 2011년 샌디에이고 아시아영화제에서 최우수 단편 내러티브상을 수상했다. 이 영화는 보스턴 아시아계 미국인 영화제, 슬램댄스 영화제, 샌프란시스코 국제 아시아계 미국인 영화제, 로스앤젤레스 아시아 태평양 영화제, 아웃페스트, 홍콩 레즈비언 게이 영화제, 오리건 디스오리엔트 아시아계 미국인 영화제, 밴쿠버 아시아 영화제 등 다수의 영화제에서 상영되었다.
2012년, 안은 《돌》이라는 단편 영화를 각본, 연출, 편집, 제작하였으며, 이 작품은 2012년 선댄스 영화제에서 처음 상영되었다. 이 영화는 2012년 아웃페스트: 로스앤젤레스 게이 레즈비언 영화제에서 심사위원대상 우수 내러티브 단편상, 2012년 폴라리: 오스틴 게이 레즈비언 국제영화제에서 최우수 내러티브 단편 심사위원상 등을 수상했다. 안은 이 영화를 자신이 게이임을 부모님께 알리기 위해 만들었다고 밝혔다.
안은 또한 《아이 엠 디바인》(2013년)(제프리 슈워츠 감독)이라는 다큐멘터리의 편집자로 참여했으며, 역시 제프리 슈워츠가 감독한 다큐멘터리 《비토》(2011년)와 《탭 헌터 컨피덴셜》(2015년)의 후반 작업 보조를 맡았다.
안은 자신의 장편 영화 《스파 나잇》 제작을 위해 킥스타터를 통해 자금을 모았다. 이 영화는 로스앤젤레스 코리아타운의 한국식 목욕탕에서 자신의 욕망을 좇다가 예상치 못한 것을 발견하게 되는 한국계 미국인 청소년의 이야기를 다룬다. 그는 이 영화의 각본을 선정작으로 뽑힌 2013년 선댄스 시나리오 랩에서 발전시켰으며, 필름 인디펜던트 시나리오 랩과 필름 인디펜던트 연출 랩에도 이 장편 각본으로 참여했다. 또한 이 영화 개발을 위해 선댄스 인스티튜트 시네리치 장편영화 펠로우 지원금을 받았다.

## 작품 목록
- 스파 나잇 (2016)
- 드라이브웨이 (2019)
- 파이어 아일랜드 (2022)
- 결혼 피로연 (2025)